# Arondismentul Charleville-Mézières
Arondismentul Charleville-Mézières (în franceză Arrondissement de Charleville-Mézières) este un arondisment din departamentul Ardennes, regiunea Champagne-Ardenne, Franța.

## Subdiviziuni

### Cantoane
- Cantonul Charleville-Centre
- Cantonul Charleville-La Houillère
- Cantonul Flize
- Cantonul Fumay
- Cantonul Givet
- Cantonul Mézières-Centre-Ouest
- Cantonul Mézières-Est
- Cantonul Monthermé
- Cantonul Nouzonville
- Cantonul Omont
- Cantonul Renwez
- Cantonul Revin
- Cantonul Rocroi
- Cantonul Rumigny
- Cantonul Signy-l'Abbaye
- Cantonul Signy-le-Petit
- Cantonul Villers-Semeuse

### Comune
| 1. Aiglemont (08003)                 | 2. Anchamps (08011)                | 3. Antheny (08015)                | 4. Aouste (08016)                   |
| 5. Arreux (08022)                    | 6. Aubigny-les-Pothées (08026)     | 7. Aubrives (08028)               | 8. Auge (08030)                     |
| 9. Auvillers-les-Forges (08037)      | 10. Les Ayvelles (08040)           | 11. Balaives-et-Butz (08042)      | 12. Barbaise (08047)                |
| 13. Baâlons (08041)                  | 14. Belval (08058)                 | 15. Blanchefosse-et-Bay (08069)   | 16. Blombay (08071)                 |
| 17. Bogny-sur-Meuse (08081)          | 18. Bossus-lès-Rumigny (08073)     | 19. Boulzicourt (08076)           | 20. Bourg-Fidèle (08078)            |
| 21. Boutancourt (08079)              | 22. Bouvellemont (08080)           | 23. Brognon (08087)               | 24. Cernion (08094)                 |
| 25. Chagny (08095)                   | 26. Chalandry-Elaire (08096)       | 27. Champigneul-sur-Vence (08099) | 28. Champlin (08100)                |
| 29. Charleville-Mézières (08105)     | 30. Charnois (08106)               | 31. Chilly (08121)                | 32. Chooz (08122)                   |
| 33. Le Châtelet-sur-Sormonne (08110) | 34. Clavy-Warby (08124)            | 35. Cliron (08125)                | 36. Damouzy (08137)                 |
| 37. Deville (08139)                  | 38. Dom-le-Mesnil (08140)          | 39. Dommery (08141)               | 40. Estrebay (08154)                |
| 41. Fagnon (08162)                   | 42. Flaignes-Havys (08169)         | 43. Fligny (08172)                | 44. Flize (08173)                   |
| 45. Foisches (08175)                 | 46. La Francheville (08180)        | 47. Fromelennes (08183)           | 48. Le Fréty (08182)                |
| 49. Fumay (08185)                    | 50. Fépin (08166)                  | 51. La Férée (08167)              | 52. Gernelle (08187)                |
| 53. Gespunsart (08188)               | 54. Girondelle (08189)             | 55. Givet (08190)                 | 56. La Grandville (08199)           |
| 57. Gruyères (08201)                 | 58. Guignicourt-sur-Vence (08203)  | 59. Gué-d'Hossus (08202)          | 60. Ham-les-Moines (08206)          |
| 61. Ham-sur-Meuse (08207)            | 62. Hannappes (08208)              | 63. Hannogne-Saint-Martin (08209) | 64. Harcy (08212)                   |
| 65. Hargnies (08214)                 | 66. Haudrecy (08216)               | 67. Haulmé (08217)                | 68. Les Hautes-Rivières (08218)     |
| 69. Haybes (08222)                   | 70. Hierges (08226)                | 71. La Horgne (08228)             | 72. Houldizy (08230)                |
| 73. Issancourt-et-Rumel (08235)      | 74. Jandun (08236)                 | 75. Joigny-sur-Meuse (08237)      | 76. Laifour (08242)                 |
| 77. Lalobbe (08243)                  | 78. Landrichamps (08247)           | 79. Launois-sur-Vence (08248)     | 80. Laval-Morency (08249)           |
| 81. Liart (08254)                    | 82. Logny-Bogny (08257)            | 83. Lonny (08260)                 | 84. Lumes (08263)                   |
| 85. Lépron-les-Vallées (08251)       | 86. Maranwez (08272)               | 87. Marby (08273)                 | 88. Marlemont (08277)               |
| 89. Maubert-Fontaine (08282)         | 90. Mazerny (08283)                | 91. Les Mazures (08284)           | 92. Mondigny (08295)                |
| 93. Montcornet (08297)               | 94. Montcy-Notre-Dame (08298)      | 95. Monthermé (08302)             | 96. Montigny-sur-Meuse (08304)      |
| 97. Montigny-sur-Vence (08305)       | 98. Murtin-et-Bogny (08312)        | 99. Neufmaison (08315)            | 100. Neufmanil (08316)              |
| 101. La Neuville-aux-Joûtes (08318)  | 102. Neuville-lez-Beaulieu (08319) | 103. Neuville-lès-This (08322)    | 104. Nouvion-sur-Meuse (08327)      |
| 105. Nouzonville (08328)             | 106. Omicourt (08334)              | 107. Omont (08335)                | 108. Poix-Terron (08341)            |
| 109. Prez (08344)                    | 110. Prix-lès-Mézières (08346)     | 111. Raillicourt (08352)          | 112. Rancennes (08353)              |
| 113. Regniowez (08355)               | 114. Remilly-les-Pothées (08358)   | 115. Renwez (08361)               | 116. Revin (08363)                  |
| 117. Rimogne (08365)                 | 118. Rocroi (08367)                | 119. Rouvroy-sur-Audry (08370)    | 120. Rumigny (08373)                |
| 121. Saint-Laurent (08385)           | 122. Saint-Marceau (08388)         | 123. Saint-Marcel (08389)         | 124. Saint-Pierre-sur-Vence (08395) |
| 125. Sapogne-et-Feuchères (08400)    | 126. Signy-l'Abbaye (08419)        | 127. Signy-le-Petit (08420)       | 128. Singly (08422)                 |
| 129. Sormonne (08429)                | 130. Sury (08432)                  | 131. Sécheval (08408)             | 132. Sévigny-la-Forêt (08417)       |
| 133. Taillette (08436)               | 134. Tarzy (08440)                 | 135. Thilay (08448)               | 136. Thin-le-Moutier (08449)        |
| 137. This (08450)                    | 138. Touligny (08454)              | 139. Tournavaux (08456)           | 140. Tournes (08457)                |
| 141. Tremblois-lès-Rocroi (08460)    | 142. Vaux-Villaine (08468)         | 143. Vendresse (08469)            | 144. Ville-sur-Lumes (08483)        |
| 145. Villers-Semeuse (08480)         | 146. Villers-le-Tilleul (08478)    | 147. Villers-sur-le-Mont (08482)  | 148. Vireux-Molhain (08486)         |
| 149. Vireux-Wallerand (08487)        | 150. Vivier-au-Court (08488)       | 151. Vrigne-Meuse (08492)         | 152. Warcq (08497)                  |
| 153. Warnécourt (08498)              | 154. Yvernaumont (08503)           | 155. L'Échelle (08149)            | 156. Élan (08152)                   |
| 157. Étalle (08155)                  | 158. Éteignières (08156)           | 159. Étrépigny (08158)            | 160. Évigny (08160)                 |